# リサルト
リサルト(Risalto)は毎年、イタリア、カミーノにある中世の古城で開催される現代美術の国際展覧会。第1回目は2001年に開催された。リザルトは国内外のアーティストによってデザインされ、彩色された米を使ったモザイクを展示する世界で唯一の展覧会である。

## 制作方法

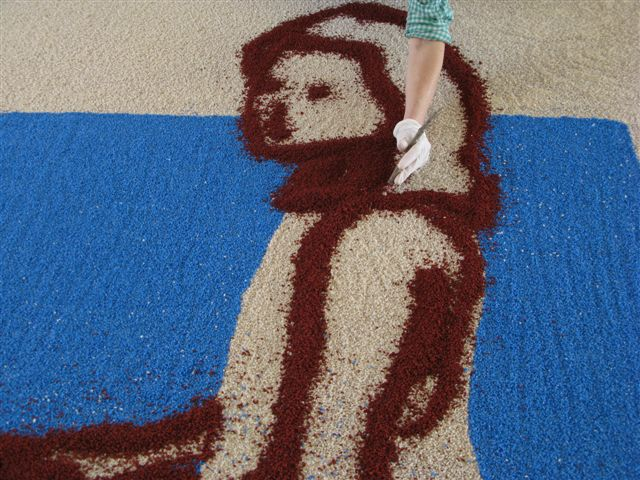
-.

米を使ったモザイクは緻密さと忍耐を要する長く複雑な工程を経て作られる。
プロジェクトは毎年選ばれた数名のアーティストがモザイクのデザインを完成させるところから始まる。たいていの場合はスケッチや油絵などの作品が作られるが、モザイクの寸法を決めるだけの場合もある。それらのデザイン画はその後2メートル辺の正方形の支持体に拡大コピーされる。次に、彩色の作業が行われる。米はアニリン、アクリル、エナメルの絵の具の入った水槽に浸けることで様々な色、それも濃さの異なる色に染められる。完成品をデザイン通りに仕上げるためにカーボン、真珠、グリッター（英: glitter）等を使用した特殊な彩色方法が用いられることもある。乾燥させられた米は保護用のニスを塗られたあと、支持体の上に貼られる。そして最後に筆やエアブラシ、また特殊な絵の具を使ったよりきめの細かい彩色が施される。デザインを行ったアーティストが直接来て仕上げを行うこともある。

## 歴史
リザルトはマリ・ブリニョロとマルコ・ポルタの案によって2001年に始まった。

## 参加アーティスト
- 2001: アヌトネッラ・ベルサニ, コッラド・ボノミ, コロムボット・ロッソ, オマル・ガッリアニ, マルコ・ロドラ, アルド・モヌヂノ(en:Aldo Mondino), マルコ・ポルタ, アヌトニョ・リェッロ, マウロ・スタッチョリ(en:Mauro Staccioli), ヴィットリョ・ヴァレンテ.

- 2002: ジェッシカ・カッロル, ジャンイ・チェッラ, エヌゾ・クッキ(en:Enzo Cucchi), ルチョ・デルペッゾ, ギョルギョ・グリッファ, ウゴ・ネスポロ(en:Ugo Nespolo), アレクス・ピンナ, エミリョ・タヂニ, ベン・ヴォチエル, ジルベルト・ゾリョ.

- 2003: セルジョ・フェルマリェッロ, ピエロ・フォリアチ, ロバート・グリゴロフ, ツレヴォル・グール, ルイジ・マイノルフィ, フロレンシャ・マルチネス, マルチェッロ・モランヂニ, 長澤英俊, フランコ・ラスマ, ルイジ・ストイサ.

- 2004: アルベルト・ビアシ, ダニェレ・ガッリアノ, ホラショ・ガルシャ・ロッシ, フリョ・レパルコ(en:Julio Leparc), エマヌエレ・ルッザチ(en:Emanuele Luzzati), ダヴィデ・ニド, コンチェット・ポッザチ, フラヌコ・ヴァッカリ.

- 2005: マウリジョ・ガリムベルチ, リッカルド・リカタ, ウルリケ・リーンバチェル, カルロ・パシニ, ルカ・ピニャテッリ, ジョヴァンイ・リッゾリ, チノ・ステファノニ, いこん・ただ.

- 2006: ニコラ・カッリノ, マルコ・ガスチニ, ウゴ・ジレッタ, エミリョ・イスグロー, ブルノ・ペイナド(en:Bruno Peinado), ルシア・ペスカドレ, サルヴォ(en:Salvo), フランシスコ・ソブリノ.

- 2007. フルクサス: 靉嘔, フィリプ・コルナー(en:Philip Corner), アル・ハンセン (en:Al Hansen), ジェフリー・ヘンドリックス(en:Geoffrey Hendricks), ベン・パターソン(en:Ben Patterson), たかこ・さいと(en:Takako Saito), ベン・ヴォーティエ(en:Ben Vautier), エメット・ウィリアムズ(en:Emmet Williams).

- 2008: ヴァレリョ・ベッルチ, ミルコ・ラルケッリ, ジノ・マロッタ, シモネ・ペッレグリニ, オルガ・カロル・ラマ, ピノ・スパニュロ, シルヴョ・ヴォーフ, ミケレ・ザザ.

- 2009: ジェツリョ・アルヴィアニ(en:Getulio Alviani), エウジェニョ・カルミ, シェリ・チェリン, ヌンジョ(en:Nunzio), アンチニョ・パラヂソ, ルカ・マリア・パテッラ, ピェロ・ピッジ・カンエッラ, アヌトニョ・レカルカチ.

- 2010: ジャンイ・カラヴァッジオ, エンリコ・カステッラニ(en:Enrico Castellani), 蕭勤, タマラ・フェリオリ, ジュセッペ・ガッロ, マルコ・チレッリ, ワルター・ヴァレンチニ, グラジア・ヴァリスコ.